# Balińce (przystanek kolejowy)
Balińce (ukr. Балинці, ros. Балынци) – przystanek kolejowy w miejscowości Balińce, w rejonie kołomyjskim, w obwodzie iwanofrankiwskim, na Ukrainie.